# Берёзовка (Тербунский район)
Берёзовка — село Тербунского района Липецкой области. Центр Берёзовского сельского поселения. Стоит на берегах реки Олымчик при впадении в неё реки Берёзовец. Возникло в начале XVIII века. Основано переселенцами из соседнего села Казинка. Название — по реке Берёзовке, на которой находится. Речка так именуется по берёзам на её берегах. На ней же в 5 км выше стоит ещё одно село Берёзовка — в Воронежской области. С 1892 года в селе функционирует школа. Также работает детский сад на улице Серëдка, неподалёку же от него находится заброшенный стадион, который сейчас является местом для сгона коров. На данный момент в селе работалет только один продуктовый магазин под названием "Арюс".

## Население
| 2010 |
| ---- |
| 669  |